# William Alexander
William Alexander (Derry, 13 de abril de 1824 – Torquay, 12 de setembro de 1911) foi um clérigo irlandês da Igreja da Irlanda.

## Biografia

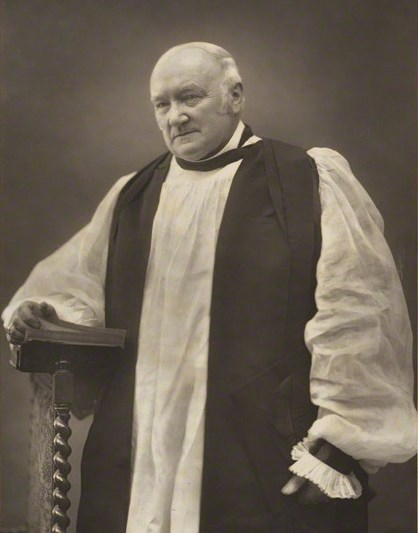
William Alexander, arcebispo de Armagh, julho de 1890

Alexander nasceu em Derry, em 13 de abril de 1824, o terceiro filho do reverendo Robert Alexander. Foi educado na Tonbridge School e no Brasenose College, Oxford. Durante seu tempo em Oxford, foi influenciado pelo Movimento de Oxford. Devido à doença, seu currículo acadêmico não conseguiu cumprir sua promessa, mas mesmo assim demonstrou uma sólida erudição que o ajudaria a ter uma boa posição mais tarde na vida.
Após ocupar diversos cargos religiosos na Irlanda, incluindo as Reitorias de Fahan e mais tarde Camus-juxta-Morne (Strabane), foi deão de Emly de 1864 a 1867, renunciando ao cargo de bispo de Derry e Raphoe, para a qual foi nomeado em 27 de julho e consagrado em 6 de outubro de 1867. Ele e três de seus irmãos bispos foram os últimos bispos da Irlanda a se sentar na Câmara dos Lordes de Westminster antes da separação do Estado da Igreja da Irlanda em 1871 pelo Ato da Igreja da Irlanda de 1869. Em 25 de fevereiro 1896 ele foi indicado para se tornar o Arcebispo de Armagh e Primaz de Toda Irlanda.
Nos anos de 1871 a 1877, ele esteve muito envolvido na reorganização da Igreja da Irlanda e foi uma das vozes conservadoras, junto com o Primaz Beresford, o Arcebispo Trench e o Bispo John Gregg, de Cork, que preservou a identidade íntima do Livro Irlandês de oração comum com a da Igreja da Inglaterra. Ele, entretanto, lamentou algumas das disposições antirritualistas mais agressivas dos cânones irlandeses, como aquela que proíbe a colocação de uma cruz sobre a Mesa Sagrada. Ele participou das Palestras Bampton em 1876. Um pregador eloquente e autor de várias obras teológicas, incluindo Convicções Primárias, ele é mais conhecido como mestre de versos dignificantes e animadores. Seus poemas foram coletados em 1887 sob o título de Festa de Santo Agostinho e outros Poemas.
Sua esposa, Cecil Frances Alexander, escreveu alguns tratados relacionados ao Movimento de Oxford. É conhecida como a autora de hinos como Once in Royal David's City, All Things Bright and Beautiful e muitos outros hinos bem conhecidos. Os dois moraram em Milltown House, Strabane. A casa agora é usado como escola, a Strabane Grammar School. A filha deles, Eleanor Jane Alexander, também era poetisa e romancista.
Em março de 1913, um vitral de James Powell and Sons foi erguido em sua memória na parede leste da capela lateral da Catedral de São Columba, financiado por assinatura pública. Os painéis inferiores mostram Moisés, o Rei Davi e Isaías em referência às suas qualidades como líder, poeta e pregador. Suas palavras finais do discurso de renúncia em fevereiro de 1911 são citadas na parte inferior: "Não com sabedoria de palavras, para que a Cruz de Cristo não seja anulada" (1 Cor 1,17).
Há um memorial a Alexandre no corredor sul da Catedral de São Patrício, em Armagh.

## Na literatura
O bispo Alexander é mencionado como participante da procissão no capítulo Ciclopes de Ulisses, de James Joyce.

## Obras
- Perils of home rule: a speech delivered at a meeting of the General Synod of the Church of Ireland, on Tuesday, 14 March. Dublin: The Irish Union Alliance. 1893